# Distretto urbano di Shinyanga
Il distretto urbano di Shinyanga è un distretto della Tanzania situato nella regione di Shinyanga. È suddiviso in 17 circoscrizioni (wards) e conta una popolazione di 161 391 abitanti (censimento 2012).
Elenco delle circoscrizioni:
- Chamaguha
- Chibe
- Ibadakuli
- Ibinzamata
- Kambarage
- Kitangili
- Kizumbi
- Kolandoto
- Lubaga
- Masekelo
- Mwamalili
- Mwawaza
- Ndala
- Ndembezi
- Ngokolo
- Old Shinyanga
- Shinyanga Mjini